# Halina Dąbrowska

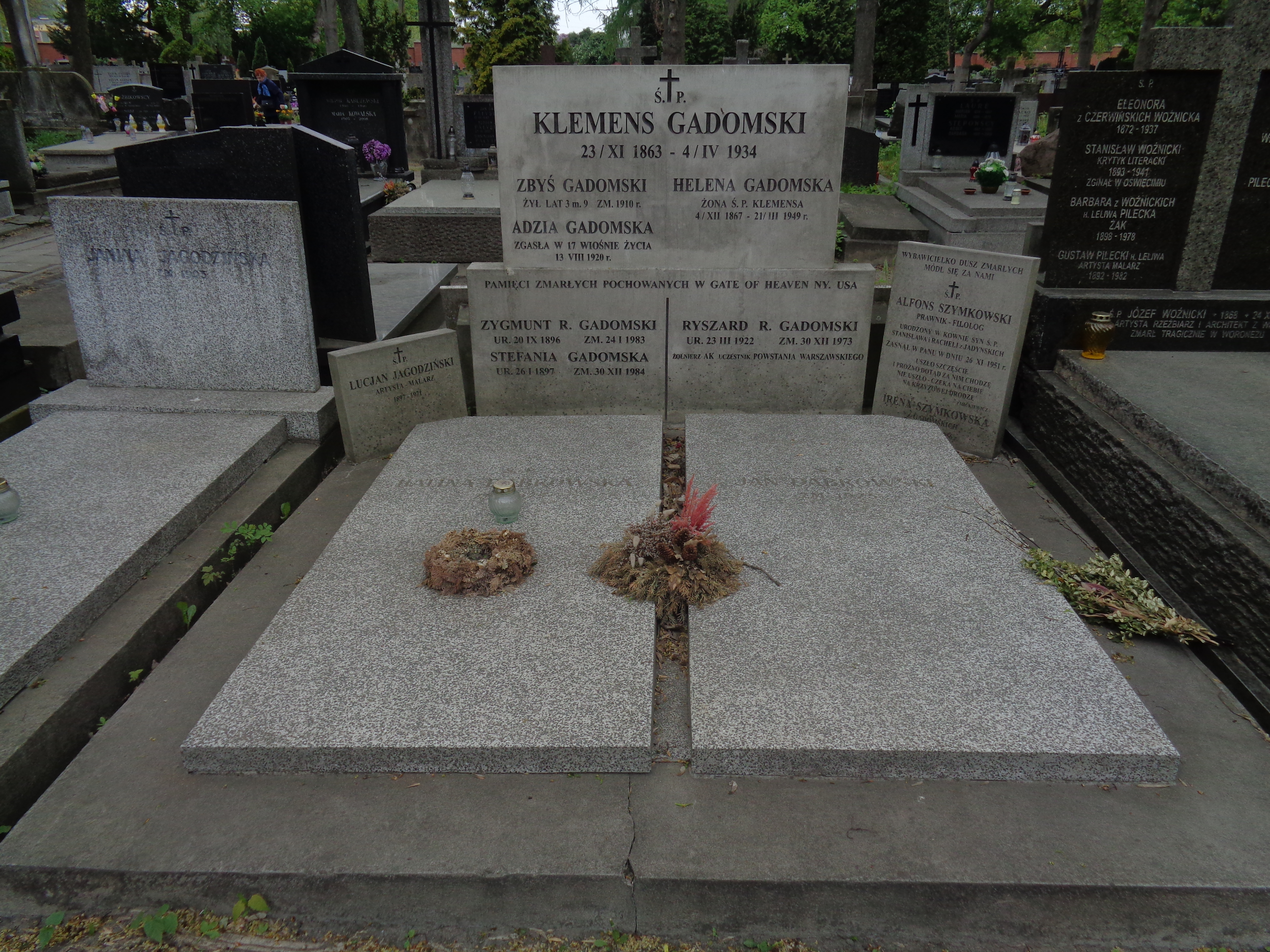
Grób Haliny i Jana Dąbrowskich na cmentarzu Powązkowskim w Warszawie

Halina Dąbrowska (ur. 1898 w Warszawie, zm. 1975 tamże) – polska malarka.

## Życiorys
Od 1915 studiowała w Szkole Sztuk Pięknych w Petersburgu, rok później przeniosła się do pracowni Dymitra Kardowskiego w Petersburskiej Akademii Sztuk Pięknych.
Od 1923 kontynuowała naukę w Szkole Sztuk Pięknych w Warszawie pod kierunkiem Tadeusza Pruszkowskiego. Od 1927 należała do Wileńskiego Towarzystwa Artystów Plastyków, jednak przez cały czas na stałe mieszkała w Warszawie. Jej mężem był architekt Jan Dąbrowski, od lat 20. XX wieku naczelny architekt Łazienek Królewskich. Halina Dąbrowska zajmowała się również konserwacją dzieł sztuki, od 1936 do 1938 wchodziła w skład zespołu konserwatorów pracujących przy malowidłach w pałacu Myślewickim, a od 1937 do 1939 plafonu w gmachu Ministerstwa Skarbu przy ul. Rymarskiej 3/5. Tworzyła portrety, sceny figuralne i akty.
Została pochowana na cmentarzu Powązkowskim w Warszawie (kwatera 135, rząd 1, grób 27/28).